# Nordenstift Hamm
Das Nordenstift Hamm hat seine Anfänge im Nordenhospital in Hamm, das im Jahr 1280 durch Graf Eberhard I. von der Mark, seine Frau Ermegard und zahlreiche Ritter, Burgmannen und Bürger aus Hamm gestiftet wurde. An der Kreuzung von Heessener Straße und Münsterstraße entstanden vor den Toren Hamms ein Krankenhaus sowie eine Kapelle (Magdalenenkapelle), in der 40 Personen Platz fanden. Zunächst wurden 25 „Jungfrauen“ bestimmt, die sich um die Pflege der Kranken kümmern mussten und dafür einen Unterhalt bekamen.
Später lebten dort nur noch Frauen in einer Art klösterlicher Gemeinschaft, die sich ihren Unterhalt für die Gemeinschaft selbst verdienten, aber bei regelmäßigen Gebeten für die Stifter sowie der Führung eines frommen, einfachen Lebens weiterhin eine gewisse Unterstützung erhielten. Der Hospitalgedanke wurde aufgegeben. Die Stiftung wurde auch aus Erträgen verschiedener Bauernhöfe, wie z. B. vom Hof Krantz (Sudhoff), Bauernschaft Geinegge, vom Hof Hardinghaus in Heessen sowie weiteren Höfen aus Heessen und Dasbeck unterstützt.
Es handelte sich nicht um ein Kloster, aber arme Frauen, die nicht genug Aussteuer erhielten, um heiraten zu können, konnten hier eine Art „Asyl“ bekommen (Beginenhaus). Das Frauenstift wurde vom Heessener Pfarrer betreut, da der Norden Hamms zur Pfarrei Heessen und damit zum Bistum Münster gehörte. Nach der Reformation lebten im Stift auch einige protestantische Frauen, die Kapelle blieb jedoch katholisch. Im Laufe der Zeit entwickelte sich das Nordenhospital jedoch zu einem Damenstift für reiche und vornehme Damen. Im Jahr 1839 ging die Stiftung schlussendlich in die Kasse des „Allgemeinen Wohlthätigkeitsfonds“ der Stadt Hamm über. Bis 1950 existierte noch ein altes Bauernhaus aus dem Jahr 1669 gegenüber der Einmündung des Nordenstiftswegs in die Münsterstraße, das ebenfalls zu den Stiftsgebäuden gehört hatte. Die Glocke aus der Magdalenenkapelle wurde bei deren Abriss im Jahr 1808 in die Kapelle St. Georg in das Dorf Ameke in Drensteinfurt transferiert.